# 章里集镇
章里集乡，是中华人民共和国河北省邯郸市临漳县下辖的一个乡镇级行政单位。

## 行政区划
章里集乡下辖以下地区：
章里集村、中章村、后章村、肖城寨村、北东坊村、章里集东屯村、中屯村、章里集西屯村、黄辛庄村、中上村、常庄村、郜庄村、章里集王庄村、大章村和堤上村。